# Райсько (Освенцимський повіт)
Райсько (пол. Rajsko) — село в Польщі, у гміні Освенцим Освенцимського повіту Малопольського воєводства.
Населення — 1593 особи (2011).

## Історія
У 1975-1998 роках село належало до Бельського воєводства, підпорядковувалося районній адміністрації в Освенцимі.

## Демографія
Демографічна структура станом на 31 березня 2011 року:
|          | Загалом | Допрацездатний вік | Працездатний вік | Постпрацездатний вік |
| -------- | ------- | ------------------ | ---------------- | -------------------- |
| Чоловіки | 776     | 165                | 518              | 93                   |
| Жінки    | 817     | 167                | 474              | 176                  |
| Разом    | 1593    | 332                | 992              | 269                  |